# Filosofia marxista
A filosofia marxista ou teoria marxista refere-se às concepções filosóficas contidas nas obras de Karl Marx e Friedrich Engels. Também inclui a produção filosófica de outros autores que se referem a Marx e Engels.
A questão da existência ou não de uma filosofia marxista é controversa. Enquanto Benedetto Croce, por exemplo, explica que, se Marx estava, em última instância, preocupado com a substituição do filosofar pela atividade prática, transformadora, não seria possível falar de um filósofo Marx - e, consequentemente, de uma filosofia marxista -, Antonio Gramsci defende a legitimidade da designação "filosofia marxista", já que nem mesmo a negação da filosofia é possível de outra forma que não seja a filosófica. Leszek Kołakowski, por outro lado, argumenta que o marxismo deve ser considerado principalmente como um "projeto filosófico" que "recebeu sua especificação nas análises econômicas e na doutrina política".
Já para Étienne Balibar "não existe filosofia marxista e nunca haverá; por outro lado, Marx é mais importante do que nunca para a filosofia".
De todo modo, o pensamento marxista difundiu-se amplamente e das mais diversas maneiras. Teve seu efeito primeiro no movimento dos trabalhadores. Foi elaborado por Lenin e Stalin, dentro da doutrina do Partido Comunista. Na sequência, também surgiram outras vertentes, especialmente na China e em Cuba. Após a Segunda Guerra Mundial, os neomarxistas assumiram as ideias de Marx e Engels de uma nova forma, combinando-as com as de outros pensadores como Edmund Husserl, Martin Heidegger e Sigmund Freud. Enfim, após o colapso da União Soviética, desenvolveu-se um marxismo pós-soviético, principalmente na Rússia.

## Hegel
Marx desenvolveu uma compreensão abrangente e teórica da realidade política no início de sua carreira intelectual e ativista por meio de uma adoção crítica e radicalização das categorias do pensamento idealista alemão dos séculos XVIII e XIX. De particular importância é a apropriação de Hegel das categorias organicista e essencialista de Aristóteles à luz da virada transcendental de Kant.
Marx baseia-se em quatro contribuições que Hegel faz ao nosso entendimento filosófico. São elas: (1) a substituição do mecanismo e atomismo pelas categorias aristotélicas de organicismo e essencialismo, (2) a ideia de que a história mundial progride por etapas, (3) a diferença entre mudança natural e histórica (dialética) e (4) a ideia de que a mudança dialética procede através de contradições na própria coisa.

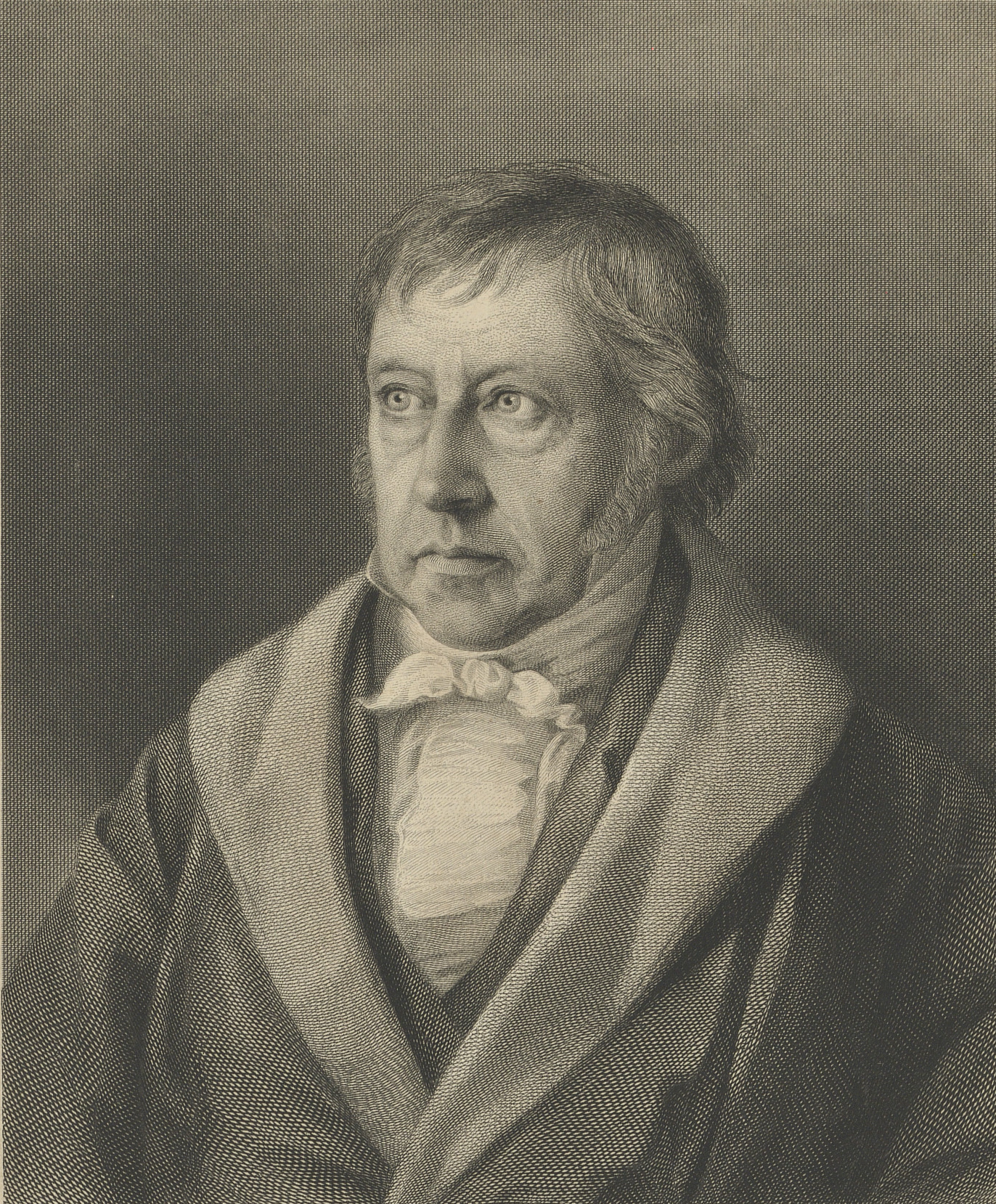
G.W.F. Hegel

(1) Organicismo Aristotélico e Essencialismo
(a) Hegel adota a posição de que o acaso não é a base dos fenômenos e que os eventos são governados por leis. Alguns atribuíram falsamente a Hegel a posição de que os fenômenos são governados por ideias transcendentes e supersensíveis que os fundamentam. Pelo contrário, Hegel defende a unidade orgânica entre universal e particular Os detalhes não são meros tipos de universais simbólicos; ao contrário, eles se relacionam entre si como uma parte relacionada a um todo. Este último tem importância para a própria concepção de lei e necessidade de Marx.
(b) Ao rejeitar a ideia de que as leis meramente descrevem ou fundamentam fenômenos independentemente, Hegel revive a posição aristotélica de que lei ou princípio é algo implícito em uma coisa, uma potencialidade que não é real, mas que está em processo de se tornar real. Isso significa que, se quisermos conhecer o princípio que governa algo, temos que observar seu típico processo de vida e descobrir seu comportamento característico. Observando uma bolota por conta própria, nunca podemos deduzir que é uma árvore de carvalho. Para descobrir o que é a bolota - e também o que é o carvalho - temos que observar a linha de desenvolvimento de um para o outro.
(c) Os fenômenos da história surgem de um todo com uma essência que passa pela transformação da forma e que tem um fim ou telos. Para Hegel, a essência da humanidade é a liberdade, e o telos dessa essência é a a atualização dessa liberdade. Como Aristóteles, Hegel acredita que a essência de uma coisa é revelada em todo o processo típico de desenvolvimento dessa coisa. Olhada puramente formalmente, a sociedade humana tem uma linha natural de desenvolvimento de acordo com sua essência, como qualquer outra coisa viva. Esse processo de desenvolvimento aparece como uma sucessão de etapas da história mundial.
(2) Os estágios da história do mundo
A história humana passa por várias etapas, em cada uma das quais se materializa um nível mais alto de consciência humana da liberdade. Cada estágio também tem seu próprio princípio ou lei segundo o qual se desenvolve e vive de acordo com essa liberdade. No entanto, a lei não é autônoma. É entregue por meio das ações dos homens que brotam de suas necessidades, paixões e interesses. A teleologia, de acordo com Hegel, não se opõe à causação eficiente proporcionada pela paixão; pelo contrário, o segundo é o veículo que realiza o primeiro. Hegel enfatiza mais a paixão do que os interesses historicamente mais específicos dos homens. Marx reverterá essa prioridade.
(3) A diferença entre a mudança natural e histórica
Hegel distingue-se como Aristóteles não fez entre a aplicação de categorias orgânicas e essencialistas ao reino da história humana e o reino da natureza orgânica. [2]: 33 De acordo com Hegel, a história humana busca a perfectibilidade, mas a natureza não. Marx aprofunda e expande essa ideia na afirmação de que a própria humanidade pode adaptar a sociedade a seus próprios propósitos, em vez de se adaptar a ela.
A mudança natural e histórica, segundo Hegel, tem dois tipos diferentes de essências: As entidades naturais orgânicas se desenvolvem através de um processo direto, relativamente simples de compreender, pelo menos em linhas gerais. um processo mais complexo. Sua diferença específica é o seu caráter "dialético". O processo de desenvolvimento natural ocorre em uma linha relativamente reta do germe ao ser plenamente realizado e de volta ao germe novamente . Algum acidente do lado de fora pode vir a interromper esse processo de desenvolvimento, mas, se for deixado por conta própria, prossegue de maneira relativamente simples.
O desenvolvimento histórico da sociedade é internamente mais complexo. A transação da potencialidade para a realidade é mediada pela consciência e pela vontade. A essência percebida no desenvolvimento da sociedade humana é a liberdade, mas a liberdade é precisamente essa capacidade de negar a linha suave de desenvolvimento e sair em direções novas, até então imprevistas. Como a essência da humanidade se revela, essa revelação é ao mesmo tempo a subversão de si mesma. O espírito está constantemente em guerra consigo mesmo. Isso aparece como as contradições que constituem a essência do Espírito.
(4) contradição
No desenvolvimento de uma coisa natural, não há, em geral, nenhuma contradição entre o processo de desenvolvimento e a forma como o desenvolvimento deve aparecer. Assim, a transição de uma bolota para um carvalho, para uma bolota ocorre novamente em um fluxo relativamente ininterrupto da bolota de volta para si mesmo. Quando a mudança na essência ocorre, como acontece no processo de evolução, podemos entender a mudança principalmente em termos mecânicos, usando os princípios da genética e da seleção natural.
O processo histórico, no entanto, nunca tenta preservar uma essência em primeiro lugar. Pelo contrário, desenvolve uma essência através de formas sucessivas. Isso significa que a qualquer momento no caminho da mudança histórica, existe uma contradição entre o que existe e o que está em processo de vir a ser. A realização de uma coisa natural como uma árvore é um processo que aponta de volta para si mesmo: cada passo do processo ocorre para reproduzir o gênero. No processo histórico, no entanto, o que existe, o que é real, é imperfeito. É hostil ao potencial. O que está tentando entrar em existência - a liberdade - nega inerentemente tudo o que a precede e tudo o que existe, já que nenhuma instituição humana existente pode incorporar a pura liberdade humana. Assim, o real é a si mesmo e seu oposto (como potencial). E esse potencial (liberdade) nunca é inerte, mas constantemente exerce um impulso para a mudança.
O Marx nega a consciência junto com demais autores do século XIX e declara que é uma variável política. A crítica de Marx à ideologia dos direitos humanos afasta-se da crítica contrarrevolucionária de Edmund Burke, que rejeitou os "direitos do homem" em favor dos "direitos do indivíduo": não se baseia em uma oposição ao universalismo e ao iluminismo. projeto humanista em nome do direito da tradição, como no caso de Burke, mas sim na afirmação de que a ideologia do economismo e a ideologia dos direitos humanos são o lado inverso da mesma moeda. No entanto, como Étienne Balibar coloca, "o sotaque colocado sobre essas contradições não pode deixar de significar" direitos humanos ", uma vez que estes, portanto, aparece tanto como a língua em que a exploração se mascara como aquela em que a explorada a luta de classes se expressa: mais que uma verdade ou uma ilusão, é, portanto, uma aposta ". Das Kapital ironiza no "catálogo pomposo dos direitos humanos" em comparação com a "modesta Magna Charta de um trabalho diário limitado por lei":
A criação de um dia de trabalho normal é, portanto, o produto de uma guerra civil prolongada, mais ou menos dissimulada, entre a classe capitalista e a classe trabalhadora ... Deve-se reconhecer que o nosso trabalhador sai do processo de produção diferente do que ele entrou. No mercado, ele ficou como dono da mercadoria "força de trabalho" cara a cara com outros proprietários de commodities, revendedor contra revendedor. O contrato pelo qual ele vendeu ao capitalista sua força de trabalho provou, por assim dizer, em preto e branco, que ele se dispunha livremente. A barganha concluiu, descobre-se que ele não era "agente livre", que o tempo pelo qual ele é livre para vender sua força de trabalho é o tempo pelo qual ele é forçado a vendê-lo, que na verdade o vampiro não perderá seu domínio sobre ele "contanto que haja um músculo, um nervo, uma gota de sangue a ser explorada". Para "proteção" contra "a serpente de suas agonias", os trabalhadores devem unir suas cabeças e, como classe, obrigar a aprovação de uma lei, uma barreira social todo-poderosa que impedirá os próprios trabalhadores de vender, por contrato voluntário com o capital, eles mesmos e suas famílias em escravidão e morte. Em lugar do pomposo catálogo dos "direitos inalienáveis do homem", vem a modesta Magna Charta de um dia de trabalho legalmente limitado, que deixará claro "quando o tempo que o trabalhador vende terminar e quando o seu próprio começar. Quantum mutatus ab illo! [Como mudou o que era!]".
Mas a revolução comunista não termina com a negação da liberdade individual e da igualdade ("coletivismo"), mas com a "negação da negação": "propriedade individual" no regime capitalista é de fato a "expropriação dos produtores imediatos". "A propriedade privada auto-conquistada, que se baseia, por assim dizer, na fusão do trabalhador-trabalhador isolado e independente com as condições de seu trabalho, é suplantada pela propriedade privada capitalista, que se baseia na exploração da mão de obra nominalmente livre. de outros, isto é, sobre o trabalho assalariado ... O modo capitalista de apropriação, o resultado do modo de produção capitalista, produz a propriedade privada capitalista. Esta é a primeira negação da propriedade privada individual, fundada no trabalho do proprietário. Mas a produção capitalista gera, com a inexorabilidade de uma lei da natureza, sua própria negação, é a negação da negação, que não restabelece a propriedade privada para o produtor, mas lhe confere uma propriedade individual baseada na aquisição do capitalismo. era: ou seja, a cooperação e a posse em comum da terra e dos meios de produção.
O status do humanismo no pensamento marxista tem sido bastante controverso. Muitos marxistas, especialmente marxistas hegelianos e também aqueles comprometidos com programas políticos (como muitos partidos comunistas), têm sido fortemente humanistas. Esses marxistas humanistas acreditam que o marxismo descreve o verdadeiro potencial dos seres humanos e que esse potencial pode ser cumprido na liberdade coletiva após a revolução comunista ter removido as restrições e as subjugações do capitalismo da humanidade. Uma versão particular do humanismo dentro do marxismo é representada pela escola de Lev Vygotsky e sua escola em psicologia teórica (Alexis Leontiev, Laszlo Garai). A escola Praxis baseou sua teoria nos escritos do jovem Marx, enfatizando os aspectos humanistas e dialéticos dos mesmos. Atualmente, Immanuel Wallerstein é descrito como um dos principais estudiosos da filosofia marxista. Mais tarde Antonio Gramsci desenvolveu a teoria da práxis usando a teoria de Marx. Após isso, Murray Bookchin criou uma síntese de anarquismo de esquerda e nacionalismo